# Ерік VII Стенкілссон
Ерік VII Стенкілссон — король Швеції з 1066 до 1067. 2-й представник династії Стенкілів на шведському троні.

## Життепис
Був сином Стенкіля, короля Швеції, та Інґамоґер Інґлінґ. Народився у місті Сігтуна. Почав володарювати після смерті свого батька.
З самого початку король Ерік VII вирішив остаточно впровадити християнство у країні. На відміну від свого попередника Ерік Стенкілссон вирішив застосувати силу для реалізації своїх планів. Це викликало спротив свейської знаті, яка була поганською. З огляду на те, що Ерік VII гетської знаті почалося повстання невдоволених у Свеаланді. На супротив Еріка VII Стенкілсона свейський тінг обрав королем Еріка VIII, який походив із свейської знаті та підтримував поганську віру.
У цій війні Ерік VII здобув підтримку своїх братів Гальстена та Інґе. Врешті-решт обидва суперники загинули у 1067. Язичники зазнали поразки — новим королем став Гальстейн Стенкілссон.